# Imakane, Hokkaidō
Imakane (今金町 Imakane-chō) là thị trấn thuộc huyện Setana, phó tỉnh Hiyama, Hokkaidō, Nhật Bản. Tính đến ngày 1 tháng 10 năm 2020, dân số ước tính thị trấn là 5.072 người và mật độ dân số là 8,9 người/km2. Tổng diện tích thị trấn là 568,14 km2.

## Địa lý

### Khí hậu
| Dữ liệu khí hậu của Imakane             | Dữ liệu khí hậu của Imakane | Dữ liệu khí hậu của Imakane | Dữ liệu khí hậu của Imakane | Dữ liệu khí hậu của Imakane | Dữ liệu khí hậu của Imakane | Dữ liệu khí hậu của Imakane | Dữ liệu khí hậu của Imakane | Dữ liệu khí hậu của Imakane | Dữ liệu khí hậu của Imakane | Dữ liệu khí hậu của Imakane | Dữ liệu khí hậu của Imakane | Dữ liệu khí hậu của Imakane | Dữ liệu khí hậu của Imakane |
| Tháng                                   | 1                           | 2                           | 3                           | 4                           | 5                           | 6                           | 7                           | 8                           | 9                           | 10                          | 11                          | 12                          | Năm                         |
| --------------------------------------- | --------------------------- | --------------------------- | --------------------------- | --------------------------- | --------------------------- | --------------------------- | --------------------------- | --------------------------- | --------------------------- | --------------------------- | --------------------------- | --------------------------- | --------------------------- |
| Cao kỉ lục °C (°F)                      | 8.9 (48.0)                  | 11.1 (52.0)                 | 15.6 (60.1)                 | 26.4 (79.5)                 | 29.1 (84.4)                 | 31.3 (88.3)                 | 33.8 (92.8)                 | 34.8 (94.6)                 | 32.2 (90.0)                 | 24.8 (76.6)                 | 20.1 (68.2)                 | 12.8 (55.0)                 | 34.8 (94.6)                 |
| Trung bình ngày tối đa °C (°F)          | −0.3 (31.5)                 | 0.6 (33.1)                  | 4.3 (39.7)                  | 10.7 (51.3)                 | 16.2 (61.2)                 | 20.2 (68.4)                 | 23.7 (74.7)                 | 25.7 (78.3)                 | 22.7 (72.9)                 | 16.2 (61.2)                 | 8.6 (47.5)                  | 1.9 (35.4)                  | 12.5 (54.6)                 |
| Trung bình ngày °C (°F)                 | −3.6 (25.5)                 | −3.0 (26.6)                 | 0.3 (32.5)                  | 5.7 (42.3)                  | 11.1 (52.0)                 | 15.4 (59.7)                 | 19.5 (67.1)                 | 21.1 (70.0)                 | 17.1 (62.8)                 | 10.6 (51.1)                 | 4.3 (39.7)                  | −1.4 (29.5)                 | 8.1 (46.6)                  |
| Tối thiểu trung bình ngày °C (°F)       | −7.8 (18.0)                 | −7.5 (18.5)                 | −4.3 (24.3)                 | 0.5 (32.9)                  | 6.1 (43.0)                  | 11.4 (52.5)                 | 16.2 (61.2)                 | 17.3 (63.1)                 | 11.9 (53.4)                 | 4.9 (40.8)                  | 0.0 (32.0)                  | −5.0 (23.0)                 | 3.6 (38.6)                  |
| Thấp kỉ lục °C (°F)                     | −21.5 (−6.7)                | −21.9 (−7.4)                | −16.6 (2.1)                 | −10.0 (14.0)                | −2.6 (27.3)                 | 1.5 (34.7)                  | 6.0 (42.8)                  | 6.6 (43.9)                  | 1.0 (33.8)                  | −3.5 (25.7)                 | −10.2 (13.6)                | −18.2 (−0.8)                | −21.9 (−7.4)                |
| Lượng Giáng thủy trung bình mm (inches) | 105.0 (4.13)                | 85.8 (3.38)                 | 71.7 (2.82)                 | 78.6 (3.09)                 | 105.5 (4.15)                | 74.4 (2.93)                 | 131.4 (5.17)                | 166.0 (6.54)                | 151.4 (5.96)                | 126.3 (4.97)                | 124.3 (4.89)                | 121.7 (4.79)                | 1.336,7 (52.63)             |
| Lượng tuyết rơi trung bình cm (inches)  | 183 (72)                    | 151 (59)                    | 96 (38)                     | 13 (5.1)                    | 0 (0)                       | 0 (0)                       | 0 (0)                       | 0 (0)                       | 0 (0)                       | 0 (0)                       | 30 (12)                     | 136 (54)                    | 611 (241)                   |
| Số ngày mưa trung bình                  | 20.4                        | 17.3                        | 13.7                        | 10.2                        | 10.3                        | 8.5                         | 9.8                         | 10.6                        | 11.5                        | 13.8                        | 16.9                        | 20.5                        | 163.5                       |
| Số ngày tuyết rơi trung bình            | 20.9                        | 17.6                        | 13.3                        | 2.1                         | 0                           | 0                           | 0                           | 0                           | 0                           | 0                           | 4.2                         | 16.4                        | 74.5                        |
| Số giờ nắng trung bình tháng            | 26.6                        | 45.1                        | 110.3                       | 168.9                       | 180.8                       | 148.4                       | 119.7                       | 137.2                       | 157.1                       | 133.2                       | 64.7                        | 27.7                        | 1.324,9                     |
| Nguồn 1: Cục Khí tượng Nhật Bản         |                             |                             |                             |                             |                             |                             |                             |                             |                             |                             |                             |                             |                             |
| Nguồn 2: Cục Khí tượng Nhật Bản         |                             |                             |                             |                             |                             |                             |                             |                             |                             |                             |                             |                             |                             |